# 短翅安徽槭
短翅安徽槭（学名：Acer anhweiense var. brachypterum）为槭树科槭属下的一个变种。

## 扩展阅读
- 維基物種上的相關：短翅安徽槭